# 하인리히 하이네
하인리히 하이네(독일어: Heinrich Heine, 1797년 12월 13일 뒤셀도르프 ~ 1856년 2월 19일 파리)는 유대계 독일의 시인이자 작가, 기자, 문학 평론가다. 신랄한 풍자와 비판의식, 허무주의적 경향이 강한 시와 사설을 남겼으며, 독일 정부의 미움을 받아 추방되기도 하였다. 괴테와 더불어 독일이 낳은 세계적인 시인이다.

## 생애
1797년 독일 뒤셀도르프의 가난한 유대인 상인 집안에서 출생하였다. 일찍이 문학적 소질을 보였고, 상인이 되려고 프랑크푸르트에 갔으나 실패하였다. 은행가 숙부의 재정적 도움으로 1819년 본 대학교에 입학하여 법률을 공부했다가 문학으로 바꾸었다. 학위를 취득할 때에는 최하위의 성적이었다. 진로를 문학으로 전환한 것은 졸업 이후이다. 그의 첫 출판은 1822년에 발표된《시집(Gedichte)》이었으며 1823년에 희곡 《윌리엄 래트클립(en)》과 희곡《알만조르(de》를, 1824년에 시집 《33편의 시(Dreiunddreißig Gedichte)》을 발간했다. 1826년에 출판된 《여행그림들(Reisebilder) 제1부》에는 재기 넘치는 《하르츠 기행(紀行)(de)》등, 1827년의 《여행그림들(Reisebilder) 제2부》에는 《북해》등, 1830년의 《여행그림들(Reisebilder) 제3부》에는 《제노바 (Genua)》등을 수록했다
슐레겔의 문학 강의나 헤겔의 철학 강의는 그에게 많은 영향을 주었다. 1827년 첫번째 대형 시집 《노래들의 책(de)》을 내어 명성을 얻었으며, 1830년 프랑스의 7월 혁명에 감동되어 1831년 봄에 파리로 건너갔다. 그곳에서 독일·프랑스의 신문·잡지에 많은 논문과 평론을 내어 언론인으로서는 인정을 받았으나, 독일 정부의 미움을 산 후 국외 추방 결의로 인해 계속 파리에 머물면서 민주주의를 위한 논문과 아름다운 시를 썼다.
1835년에 독일연방의회의 결정에 의하여 '청년 독일파(de)'의 저서들의 발행이 금지되면서, 하이네도 활동면·경제면에서 타격받았다. 소설 《피렌체 夜話(Florentinische Nächte)》을 1837년에 펴냈고 1841년에는 오랜 애인이었던 마틸데(Mathilde)와 결혼했다. 1841년 집필, 1843년 신문발표, 1847년에 단행본 발간한《아타 트롤(de)》은 격조 높은 풍자적 운문서사시로 바이런과 함께 문학사에서 특이한 자리를 차지한다. 그가 독일 정부로부터 탄압받고 국외로 추방 결의된 직접적인 이유가 된 작품은 비판적인 풍자 운문서사시 《독일. 하나의 겨울 동화(de)》(1844)이다. 또, 1844년에는 당시 파리에 와 있던 카를 마르크스 및 그의 친구 프리드리히 엥겔스 등과 교류했지만 매사 회의적이어서 사회주의와는 거리를 두었다.
말년에 그는 프랑스에 계속 머물면서 작품 및 언론 활동을 지속했는데, 1851년에 3번째 또는 4번째 겸 최종 시집이자 이야기체 시집인 걸작《로만체로(de)》등을, 1854년엔 평론집《루테치아(Lutetia)》등을 발간했다.

1830년대부터 이미 마비, 두통, 약시가 생겼고, 1845년부터는 병세가 극도로 악화되 1848년 프랑스 2월 혁명 기간에 졸도하고서는 사지가 거의 마비된 채, 매독으로 보이는 병 때문에 자신의 표현대로라면 '침대 생활' 속에 갇혔으며, 척추경련으로 사지가 뒤틀렸고 부분적으로 실명했다. 1856년 사망하여 몽마르트르 묘지에 안장되었다.

## 작품

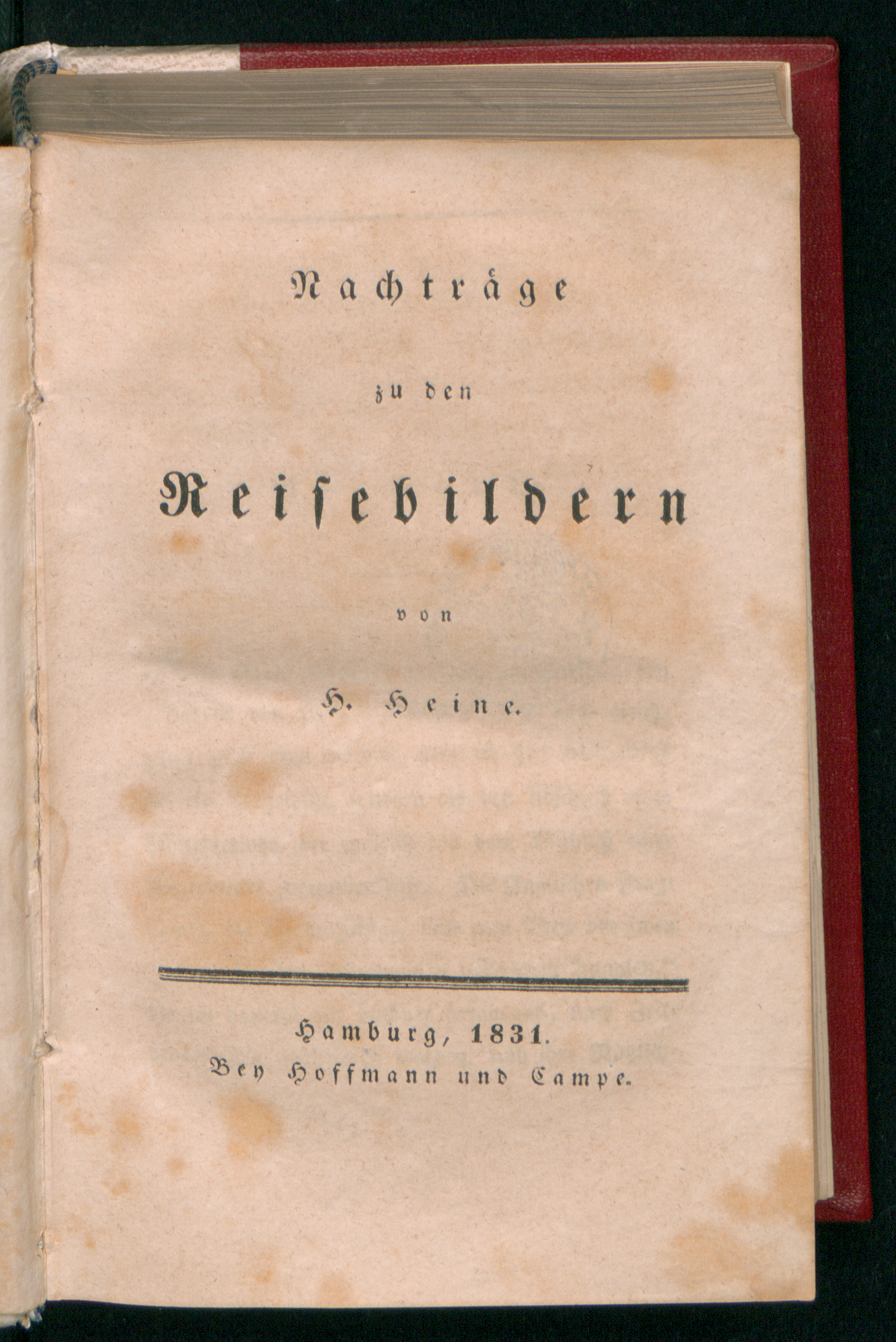
Reisebilder, 1831

- 《게디히테(Gedichte)》(첫 시집)
- 희곡 《윌리엄 래트클립(en)》
- 희곡 《알만조르(de》
- 《하르츠 기행(紀行)(de)》
- 시집《노래들의 책(de)》
- 논쟁문집《낭만파(de)》
- 《피렌체 夜話(Florentinische Nächte)》
- 시집《로만체로(de)》
- 《파우스트 박사(de)》
- 에세이 평론집 《루테치아(Lutetia)》

## 작품 경향
명성을 얻기 시작한 《노래들의 책(de)》(1827)에는 낭만주의 경향을 따르면서도 스스로 의문을 품고 회의하는 모습이 있다.
이외의 초기작들은 숙부의 두 딸들에 대한 사랑의 경험을 토대로 쓰였다. 낭만파에서 출발하였으나, 유대인에 대한 차별 의식과 7월 혁명의 현실에 의해, 2개의 분열된 요소가 항상 그를 지배했다. 따라서 달콤한 낭만적 색채 속에는 냉혹한 현실에 대한 냉소가 숨어 있고, 열렬한 애국심의 이면에는 편협한 독일 사람에 대한 반항심이 불타고 있다. 사회주의와 허무주의의 영향을 받아 신랄한 풍자 정신을 발휘했다.
세계적 명성을 가져다준 것은 시집 《노래들의 책(de)》과 《로만체로(de)》는 하이네의 세계관을 잘 보여준다. 독일적이며 서정적인 것이 《노래들의 책》이라면, 많은 역사 속에 숨겨진 음험한 음모를 재미있게 파헤치고 있는 것이 만년의 대작 《로만체로》이다.

## 음악가들의 작곡
슈만의 여섯 편이 넘는 연가곡집(주로 Liederkreis)들 중 '단일성부(eine Singstimme)와 피아노를 위한 하이네 Liederkreis op .24' 및 '단일성부와 피아노를 위한 하이네 Liederkreis 시인의 사랑 (로베르트 슈만)(de) op. 48', 그고 슈베르트의 '단일성부와 피아노를 위한 가곡집 백조의 노래(de) D 957'의 14곡 중 하이네 작시 6곡은 은 전세계에 걸쳐 음악회에서 매우 자주 연주되는 가곡들이다. 독일에서 가장 애창되는 하이네 가곡은 《33편의 시(Dreiunddreißig Gedichte)》에 나오는 로렐라이(de)인데 프리드리히 질혀의 민요풍이다. 사망(1821년)한 나폴레옹을 미화하는 내용으로서 1822년의 《게디히테(Gedichte)》와 1827년의 《노래들의 책(de)》에 실린 척탄병들(de)로는 슈만이 작곡한 가곡 '척탄병 두 사람(Die beiden Grenadiere, op. 49-1)'이 유명하다. '척탄병들'에는 리햐르트 바그너도 곡을 붙였는데 바그너는 1840년과 1841년을 파리에 거주했었고 그는 궁핍한 경제적 여건 속의 이 파리 시절에 하이네와 프란츠 리스트를 알게 됐다.

## 같이 보기
- 청년 독일파(de)
- 요한 볼프강 폰 괴테